# Waldemar Głaz
Waldemar Głaz (ur. 20 września 1953 w Szczecinie, zm. 21 marca 2025 w Poznaniu) – polski fizyk, doktor habilitowany nauk fizycznych, specjalizuje się w fizyce teoretycznej i spektroskopii molekularnej, nauczyciel akademicki Uniwersytetu im. Adama Mickiewicza w Poznaniu.

## Życiorys
Uczęszczał do VI Liceum Ogólnokształcącego im. Stefana Czarnieckiego w Szczecinie. Studia z fizyki ukończył na poznańskim UAM w 1977, gdzie następnie został zatrudniony i zdobywał kolejne awanse akademickie. Stopień doktorski uzyskał w 1988, a habilitował się w 2003. Staż podoktorski odbył na University of Manitoba w kanadyjskim Winnipeg (1990–1992). W latach 1992–1995 pracował jako research associate na dwóch kanadyjskich uczelniach: University of Manitoba oraz University of Guelph. Zagraniczne wizyty naukowe odbywał także we Francji i Szwecji.
Na macierzystym Wydziale Fizyki UAM pracował jako profesor nadzwyczajny w Zakładzie Optyki Nieliniowej. Członek Polskiego Towarzystwa Fizycznego. Swoje prace publikował m.in. w "Journal of Chemical Physics" oraz w "Physical Review A".
Pochowany został 4 kwietnia 2025 roku na cmentarzu komunalnym na Miłostowie w Poznaniu.